# عبد المجيد زراقط
عبد المجيد زراقط (1946-) هو كاتب وقاص وناقد أدبي وكاتب أدب أطفال لبناني، ولد في مركبا في قضاء مرجعيون، تلقّى دراسته الابتدائية والمتوسطة في مدرسة بلدته والبلدات المجاورة، ومن ثم انتسب إلى دار المعلّمين والمعلّمات في صيدا وتخرّج عام 1967، وعمل في حقل التعليم الابتدائي والمتوسط والثانوي، إلى أن نال درجة الدكتوراة من جامعة القديس يوسف، فانتقل إلى التعليم الجامعي في الجامعة اللبنانية.
يكتب عبد المجيد أبحاثاً في تاريخ الأدب ونقده ويكتب الرواية والقصّة القصيرة والأدب الموجّه للفتيان، حصل على جائزة الأدب المقاوم عن اتّحاد الكتّاب اللبنانيين، وجائزة الشيخة فاطمة لأدب الأطفال من الإمارات العربية المتحدة.

## مؤلفات
صدرت له عدة أعمال أدبية منها:
- «معركة خيبر»، مركز الغدير للدراسات والنشر والتوزيع، 2010، عدد الصفحات:39.[2]
- «براعم الصيف»، أربعة أجزاء، 1997.[3]
- «جذور فوق التراب»، دار روافد للطباعة والنشر والتوزيع، 28 ديسمبر 2020، عدد الصفحات:160.[4]
- «أدب الأطفال في الأدب العربي؛ النشأة والتأسيس والتأصيل»، دار نينوى للدراسات والنشر والتوزيع، 17 سبتمبر 2019.[5]
- «محسن الأمين؛ العالم المجتهد وحركته الإصلاحية»، مركز الحضارة لتنمية الفكر الإسلامي السلسلة: أعلام الفكر والإصلاح في العالم الإسلامي، 07 يوليو 2012، عدد الصفحات:384.[6]
- «سلسلة دروب الخير (عندما يشع الفرح)»، الغدير للدراسات والنشر، 2008، عدد الصفحات:194.[7]
- «دروب في الزمن الصعب؛ قراءات في نماذج من الرواية العربية»، منشورات الجامعة اللبنانية، 12 ديسمبر 2012، عدد الصفحات:239.[8]
- «العقد المبارك»، الغدير للدراسات والنشر السلسلة: من حياة سيدة نساء العالمين عليها السلام، 2008، عدد الصفحات:24.[9]
- «تعب...! وقصص قصيرة أخرى»، دار روافد للطباعة والنشر والتوزيع، 29 مارس 2018، عدد الصفحات:136.[10]
- «في القصة وفنيتها؛ مفاهيم وقراءات»، الغدير للدراسات والنشر، 2010، عدد الصفحات:416.[11]
- «مضادات وسجالات ثقافية»، دار الفارابي، 2014، عدد الصفحات:464.[12]
- «المؤلفات القصصية»، دار الفارابي، 2015، عدد الصفحات:278.[13]
- «سلسلة قادتنا (بطاقات)»، دار الكاتب العربي للطباعة والنشر، 2009.[14]

دراسات:
- «الشّعر الأموي بين الفن» بيروت دار الباحث، الطبعة الأولى، 1983م
- «ديوان جميل بثينة» تحقيق وتقديم، دار الهلال 1978م
- «عشاق العرب»، بيروت دار البحار، الطبعة الأولى: 1998، الطبعة الثانية: 1997.
- «الحداثة في النقد الأدبي المعاصر» بيروت دار الحرف العربي، الطبعة الأولى، 1991م
- «في مفهوم الشعر ونقده» بيروت دار الحق، الطبعة الأولى، 1998م
- «دراسات في التراث الأدبي»، بيروت مركزالغدير للدراسات والنشر، 1998، عدد الصفحات:294.[15]
- «في بناء الرواية اللبنانية» جزءان الجامعة اللبنانية، الطبعة الأولى، 1999م
- «دراسات في الشعر وأعلامه (العصر العباسي)»، دار ابن باديس، الطبعة الأولى، 2003م
- «في الأدب وأنواعه» كسارة مكتبة الجامعة 2005م
- «الإبداع الأدبي العربي قضايا وإشكالات» بيروت الغدير، الطبعة الأولى، 2003م
- «في الأسلوبية والشعرية والسردية» كسارة مكتبة الجامعة 2007م
- «النص الأدبي ومعرفته»، بيروت منشورات الجامعة اللبنانية، 31 ديسمبر 2008، عدد الصفحات:240.[16]
- «مسارات في الطريق.. دراسات ومقالات»، الغدير للدراسات والنشر، 2014، عدد الصفحات:456.[17]

روايات وقصص قصيرة:
- «ذات عصر»، قصص قصيرة، دار الفارابي، 1990، عدد الصفحات:112 (نالت جائزة اتّحاد الكتّاب اللبنانيين).[18]
- «آفاق» (رواية) بيروت دار الهادي، الطبعة الأولى، 1992م
- «مناديل» (قصص قصيرة) منشورات الاتّحاد العام للأدباء والكتّاب العرب، الطبعة الأولى، 1994م
- «الهجرة في ليل الرّحيل» (رواية) حركة الريف الثقافية بيروت، الطبعة الأولى، 1996م
- «حكايات في البال» (قصص قصيرة) بيروت دار النخيل، الطبعة الأولى، 2004م

أدب موجّه للأطفال:
- «المخدة الهاربة»، دار ومكتبة الهلال، السلسلة: حكايات مخدتي، 1995، عدد الصفحات:31.[19]
- «السلطان والبومة»، دار ومكتبة الهلال، السلسلة: حكايات مخدتي، 1989، عدد الصفحات:32.[20]
- «القمر الهارب - حكايات الكروم - ملك البستان انتصار العصافير»، بيروت مؤسسة الكتاب الحديث، 1986م
- «البالون الأزرق»، دار الكتاب الحديث، السلسلة: الكتاب الحديث للأطفال، 1989، عدد الصفحات:40.[21]
- «عصفور الغابة»، دار الكتاب الحديث، السلسلة: الكتاب الحديث للأطفال، 1989، عدد الصفحات:46.[22]
- «عودة العصافير (القوي والضعيف ـ الخير والشر)»، بيروت دار الحدائق، 1992.[23]
- «الأمير الغالي صخرة الحظ هدية الجد» دار الفكر العربي بيروت عيد النصر الإمارات العربية المتحدة (نالت جائزة الشيخة فاطمة لقصة الطفل العربي)
- «رحلة القفص الذهبي» القاهرة سلسلة قطر الندى، الطبعة الأولى، 2003م
- «من تاريخنا» مجموعة قصص، بيروت، مركز الغدير، الطبعة الأولى، 2008م
- «دروب الخير» مجموعة قصص، بيروت، مركز الغدير، الطبعة الأولى، 2008م
- «من حياة النبي محمد» بيروت، مركز الغدير، الطبعة الأولى، 2008/2009م
- «حكايات جدائل الشمس» بيروت، دار الهادي، الطبعة الأولى، 2009م

## جوائز
الأوسمة والجوائز التي نالها عن أعماله الإبداعية:
- جائزة الأدب المقاوم عن اتّحاد الكتّاب اللبنانيين
- جائزة الشيخة فاطمة لأدب الأطفال الإمارات العربية المتحدة